# Lisora
Die Lisora ist ein 5,8 Kilometer langer rechter Zufluss der Tresa im Schweizer Kanton Tessin. Sie entwässert einen Teil des Malcantone.

## Verlauf
Der Bach entspringt auf 681 m ü. M. am bewaldeten Abhang Nocor, unterhalb des Ortsteils Erbágn in der Gemeinde Lema, am Fuss des Monte Clivio, in unmittelbarer Nähe der schweizerisch-italienischen Grenze. Im Quellgebiet nimmt er schon früh weitere Bäche auf, von denen einer das Hochmoor von nationaler Bedeutung bei Erbágn entwässert. Danach fliesst er ins Tal Cimavalle, wo er sich mit einem weiteren Bach vereint und auf 600 m ü. M. den See Laghetto durchfliesst, dessen Pegel mit einem Schütz reguliert wird. Im Tal Pianca fliesst er südlich am Dorfkern von Astano vorbei, unterquert beim Ortsteil Bolle die Kantonsstrasse zwischen Astano und Sessa und stürzt nördlich des Campingplatzes Parco d’Oro als Wasserfall «Cascata dei Mörinitt» (auch «La superba» genannt) in die Tiefe.
Anschliessend verläuft er während rund 2,5 Kilometer in einer tiefen, schlecht zugänglichen Schlucht, die im unteren Teil Ra Vall da Rònch genannt wird. Dabei nimmt er unter anderem die Bäche Riale, Froda und Garavée auf, die den Monte Rogòria entwässern, und passiert viele natürliche Abstürze. Nachdem er anfänglich auf dem Gebiet der Gemeinde Lema verlaufen ist, bildet er in der Schlucht die Grenze zwischen den Gemeinden Lema und Tresa.
Die Schlucht endet beim gleichnamigen Ortsteil Lisora der Gemeinde Tresa, wo die Lisora auf rund 280 m ü. M. die Talsohle des Tresatals erreicht. Dort verläuft sie weiter über das Gebiet der Gemeinde Tresa, um nach der Unterquerung der Hauptstrasse 398 zwischen Molinazzo di Monteggio und Madonna del Piano auf 257 m ü. M. in die Tresa zu münden.

## Geschichte
Bei der Mündung der Garavée in die Lisora war seit dem 18. Jahrhundert bis ungefähr um 1930 eine Mühle mit zwei Mühlkanälen und zwei bis drei oberschlächtigen Wasserrädern in Betrieb. Das Gebäude ist seit der Mitte des 20. Jahrhunderts zerfallen. Die Ruine und die bemoosten Mahlsteine sind aber nach wie vor vorhanden.
In Astano und beim benachbarten Ortsteil La Costa der Gemeinde Sessa durchfliesst die Lisora ein Gebiet, in dem bis zu Beginn der 1960er-Jahre Gold abgebaut wurde. Der Abraum aus den ehemaligen Bergwerken wurde unter anderem auch in die Lisora gekippt. Da das Gestein in diesem Gebiet auch ausserhalb der Minen einen natürlichen Goldgehalt aufweist, führt die Lisora Waschgold. Sie ist daher ein beliebtes Ziel von Goldwäschern.
In den 1960er-Jahren wurde die Lisora im Cimavalle oberhalb des Laghettos eingedolt. Dieser starke Eingriff in die Ökomorphologie wurde in den Jahren 2011–2012 im Zug eines Renaturierungsprojekts weitgehend rückgängig gemacht.